# Kion (protista)
Kion es un género de foraminífero bentónico considerado un sinónimo posterior de Austrocolomia de la Subfamilia Ichthyolariinae, de la familia Ichthyolariidae, de la superfamilia Robuloidoidea, del suborden Lagenina y del orden Lagenida. Su especie tipo era Kion canaliculata. Su rango cronoestratigráfico abarcaba el Triásico.

## Clasificación
Kion incluía a la siguiente especie:
- Kion canaliculata †